# Partit de Baviera
El Partit de Baviera (alemany Bayernpartei) és un partit independentista de Baviera (Alemanya) fundat el 1946 per Joseph Baumgartner. Respecte a temes europeus, aposta per una confederació i substituir l'independentisme pel regionalisme. Inicialment fou un partit amb cert ressò (17 escons al Bundestag a les eleccions de 1949), però des d'aleshores ha anat a la baixa.
En ciència el partit de Baviera és programàticament com el Partit Liberal amb marques conservadors en part com a federalista extrema, en part com un cristià conservador Partit descrit. Un dels seus objectius polítics és la possibilitat d'un referèndum sobre la retirada de Baviera des de l'Associació Alemanya de l'estat a més de l'enfortiment dels drets civils i la simplificació de dret tributari.

## Eleccions de Baviera
Intenta ocupar el buit que va deixar el Partit Popular de Baviera. Les primeres eleccions de Baviera a les quals es va presentar foren les de 1950. Aquest cop va ser la tercera força política, amb el 17% dels vots. Fins a 1978 va baixar, i des de llavors mai ha superat l'1% dels vots. Va estar en el Landtag bavarès entre 1950 i 1966.

## Resultats del Partit de Baviera a les eleccions des de 1946

Eleccions a Baviera 2013 - resultats Partit de Baviera

| Wahljahr | Parlament bavarès | Bundestag | Parlament Europeu |
| -------- | ----------------- | --------- | ----------------- |
| 2019     |                   |           | 0,9 %             |
| 2018     | 1,7%              |           |                   |
| 2017     |                   | 0,8%      |                   |
| 2014     |                   |           | 1,3%              |
| 2013     | 2,1%              |           |                   |
| 2009     |                   |           | 1,0%              |
| 2008     | 1,1%              |           |                   |
| 2005     |                   | 0,5%      |                   |
| 2004     |                   |           | 1,0%              |
| 2003     | 0,8%              |           |                   |
| 2002     |                   | 0,1%      |                   |
| 1999     |                   |           | 0,4%              |
| 1998     | 0,7%              | 0,4%      |                   |
| 1994     | 1,0%              | 0,6%      | 1,6%              |
| 1990     | 0,8%              | 0,5%      |                   |
| 1989     |                   |           | 0,8%              |
| 1987     |                   | 0,4%      |                   |
| 1986     | 0,6%              |           |                   |
| 1984     |                   |           | 0,6%              |
| 1982     | 0,5%              |           |                   |
| 1978     | 0,4%              |           |                   |
| 1974     | 0,8%              |           |                   |
| 1970     | 1,3%              |           |                   |
| 1969     |                   | 0,9%      |                   |
| 1966     | 3,4%              |           |                   |
| 1962     | 4,8%              |           |                   |
| 1958     | 8,1%              |           |                   |
| 1954     | 13,2%             |           |                   |
| 1953     |                   | 9,2%      |                   |
| 1950     | 17,9%             |           |                   |
| 1949     |                   | 20,9%     |                   |